# Liste der Baudenkmale in Drechow
In der Liste der Baudenkmale in Drechow sind alle Baudenkmale der Gemeinde Drechow im Landkreis Vorpommern-Rügen und ihrer Ortsteile aufgelistet. Grundlage ist die Veröffentlichung der Denkmalliste des Landkreises Vorpommern-Rügen, Auszug aus der Kreisdenkmalliste vom Juli 2012.

## Drechow
| ID   | Lage                                 | Bezeichnung              | Beschreibung | Bild           |
| ---- | ------------------------------------ | ------------------------ | --- | -------------- |
| 288  | (Karte)                              | Kirche mit Friedhof      | Gotische Feldsteinkirche mit Backsteinen im Giebel aus dem 14./15. Jh. mit zugemauerten Spitzbogenportalen, Sakristei mit Kreuzrippengewölbe, Empore 18. Jh., Altar, Kanzel und Gestühl vom Anfang des 19. Jh., Barnim Grüneberg - Orgel von 1902, sep. hölzerner Glockenstuhl, Glocken von 1733 und 1920 | Weitere Bilder |
| 287E | Am Park 19 (Karte)                   | Gutsanlage (Gutshaus)    | 2-gesch. verputzter Fachwerkbau mit Krüppelwalmdach von um 1800 und ein späterer anschließender Putzbau, verfallener Leerstand; Gutsbesitz: ab um 1701 Familie Behr, ab 1802 bis 1945 Familie von Gadow                                                                                                   |                |
| 287A | Am Park 24 (Karte)                   | Gutsanlage (Pferdestall) | 1-gesch. Putzbau, verfallener Leerstand |                |
| 285  | Am Teich 10 (Karte)                  | Wohnhaus                 | |                |
| 286  | Am Teich 11 (Karte)                  | ehemalige Schule         | |                |
| 284  | Am Teich 8 (Karte)                   | ehemaliges Pfarrhaus     | |                |
| 287B | nördlich der Dorflage                | Gutsanlage (Park)        | |                |
| 287D | nördlich der Dorflage                | Gutsanlage (Park)        | |                |
| 287C | westlich der Straße nach Richtenberg | Gutsanlage (Park)        | |                |

## Katzenow
| ID   | Lage               | Bezeichnung       | Beschreibung | Bild |
| ---- | ------------------ | ----------------- | --- | ---- |
| 508A | Hofring 17 (Karte) | Gutshaus mit Park | 2-gesch. Putzbau von 1885 durch Graf Ulrich von Behr-Negendank erbaut; nach 1945 Rathaus und bis 1988 Dorfschule, dann Leerstand und nach 1997 mit Gartenanlage saniert für Ferien- und Mietwohnungen. |      |
| 508B | Hofring 17         | Park              | |      |

## Quelle
- Denkmalliste des Landkreises Vorpommern-Rügen